# Amsterdam Baroque Orchestra & Choir
La Amsterdam Baroque Orchestra & Choir è un'orchestra olandese specializzata nell'esecuzione di musica del periodo barocco e classico.

## Storia
L'orchestra è stata fondata da Ton Koopman nel 1979. Il complesso è costituito da importanti solisti di strumenti musicali che si riuniscono sette volte all'anno per esplorare ed eseguire le musiche del repertorio sotto la guida di Ton Koopman.
Nel 1993, Koopman ha creato l'Amsterdam Baroque Choir come complemento necessario per l'esecuzione di musiche aventi parti vocali.
Il repertorio del gruppo va dai primi anni del XVII secolo a Mozart.
Al debutto congiunto dell'orchestra e del coro, il complesso ha riscosso unanimi consensi all'esecuzione del Requiem e dei Vespri di Biber. L'anno successivo Koopman iniziò a registrare l'integrale delle cantate di Bach, progetto che fu completato nel 2006. Recentemente ha registrato la Passione secondo Marco sempre di Bach, nella revisione del maestro Ton Koopman.